# Pietrasanta
Pietrasanta és un municipi italià, situat a la regió de la Toscana i a la província de Lucca. L'any 2004 tenia 24.547 habitants.

## Fills il·lustres
- Cesare Galeotti (1873-1929) compositor musical.
- Giosuè Carducci (1835-1906) poeta, Premi Nobel de Literatura de 1906.